# TIROS
TIROS（Television Infrared Observation Satellite, タイロス）とは、アメリカの気象衛星プロジェクトの1つで、世界初の気象衛星タイロス1号(TIROS-1)を初号機とするシリーズ。いずれもアメリカ航空宇宙局(NASA)のロケットにより打ち上げられている。当初の計画の流れを汲むTIROS-N/NOAA計画は、現在も継続中。

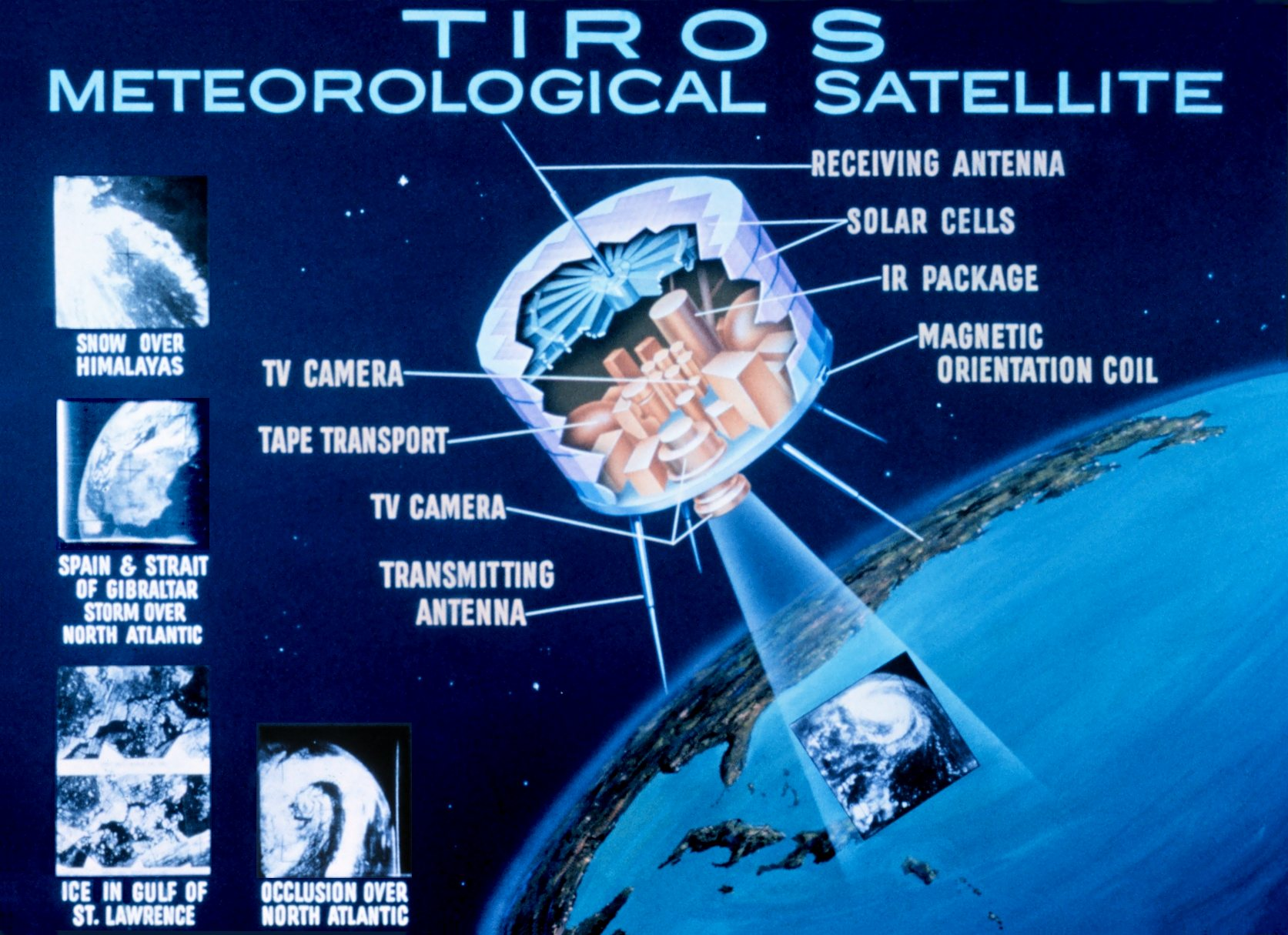
実際の画像を交えてTIROSの仕組みを説明する資料（1961年）

名称は日本語に訳すと「テレビジョン赤外線観測衛星」で、赤外線センサの観測データをテレビジョン画像の形式で送信する衛星を意味する。
人工衛星の使用目的が主に軍用だった当時、民生用の用途を切り開いた数少ない計画であった。観測機器を打ち上げる度に、観測結果をもとに改良を重ね、最適な観測手法を見出していき、気象衛星という分野を確立した。性能が向上し、近年では地球観測衛星(EOS)としての役割も担っている。

## TIROSシリーズの変遷
TIROS計画（TIROS衛星）
- TIROS-1 - 1960年4月1日打ち上げ、オペレーション期間78日
- TIROS-2 - 1960年11月23日打ち上げ、オペレーション期間376日
- TIROS-3 - 1961年7月12日打ち上げ、オペレーション期間230日
- TIROS-4 - 1962年2月8日打ち上げ、オペレーション期間161日
- TIROS-5 - 1962年6月19日打ち上げ、オペレーション期間161日
- TIROS-6 - 1962年9月18日打ち上げ、オペレーション期間389日
- TIROS-7 - 1963年7月19日打ち上げ、オペレーション期間1809日
- TIROS-8 - 1963年12月23日打ち上げ、オペレーション期間1287日
- TIROS-9 - 1965年1月22日打ち上げ、オペレーション期間1238日
- TIROS-10 - 1965年7月2日打ち上げ、オペレーション期間730日

TOS計画（TIROS実用衛星）
- ESSA-1
- ESSA-2
- ESSA-3
- ESSA-4
- ESSA-5
- ESSA-6
- ESSA-7
- ESSA-8
- ESSA-9

ITOS/TIROS-M計画
- TIROS-M (ITOS-1) - 1970年1月23日打ち上げ
- NOAA-1 (ITOS-A) - 1970年12月11日打ち上げ
- ITOS-B - 1971年10月21日打ち上げ（失敗）
- ITOS-C - （失敗）
- NOAA-2 (ITOS-D) - 1972年10月15日打ち上げ
- ITOS-E - 1973年7月16日打ち上げ（失敗）
- NOAA-3 (ITOS-F) - 1973年11月6日打ち上げ
- NOAA-4 (ITOS-G) - 1974年11月15日打ち上げ
- NOAA-5 (ITOS-H) - 1976年7月29日打ち上げ

TIROS-N/NOAA計画
- TIROS-N - 1978年10月13日打ち上げ
- TIROS-N/NOAA 6
- TIROS-N/NOAA B
- TIROS-N/NOAA 7
- TIROS-N/NOAA 8
- TIROS-N/NOAA 9
- TIROS-N/NOAA 10
- TIROS-N/NOAA 11
- TIROS-N/NOAA 12
- TIROS-N/NOAA 13
- TIROS-N/NOAA 14
- TIROS-N/NOAA 15
- TIROS-N/NOAA 16
- TIROS-N/NOAA 17
- TIROS-N/NOAA 18
- TIROS-N/NOAA 19